# Jussara Queiroz
Jussara Queiroz (Jucurutu, 4 de janeiro de 1956) é uma diretora de cinema, roteirista e produtora brasileira, considerada uma das pioneiras do audiovisual no Rio Grande do Norte.

## Biografia
Jussara Queiroz nasceu em Jucurutu, Rio Grande do Norte, e demonstrou desde cedo um profundo interesse pelo cinema, influenciada pelo fato de seu pai ser proprietário de um cinema local. Sua paixão a levou a buscar uma formação em cinema, e ela se mudou para o Rio de Janeiro, onde cursou cinema na Universidade Federal Fluminense (UFF) e trabalhou na TV Educativa e Embrafilme.
Durante as décadas de 70 e 80, Jussara produziu diversos curtas-metragens que abordavam questões urbanas e realizou experimentos cinematográficos. No entanto, seu primeiro longa-metragem, "A Árvore da Marcação" (1993), só foi concluído na década de 90, após enfrentar desafios de produção. O filme, que teve gravações iniciadas em 1987 e concluídas em 1993 com o apoio da emissora ZDF da Alemanha, narra a história de Jocélia, uma jovem estudante de Direito que reencontra sua infância em Marcação, um vilarejo na zona canavieira da Paraíba, onde as crianças trabalham nos canaviais desde cedo. O filme aborda questões sociais e a luta por direitos das crianças.
Os filmes de Jussara Queiroz frequentemente tratam de temas políticos, ideologia de esquerda e mobilização popular, documentando as lutas das classes sociais, a exploração nos canaviais e a desvalorização das pessoas que vivem no campo.
Após interromper sua carreira na década de 90 devido a problemas de saúde, a história de Jussara foi contada no documentário "O Voo Silencioso do Jucurutu" (2007). Em 2012, a Prefeitura do Natal lhe concedeu a Medalha de Honra ao Mérito Nísia Floresta.

## Reconhecimento
Jussara Queiroz é uma figura importante no cinema brasileiro, notável por seu trabalho pioneiro. Em 2000, o 33° Festival de Brasília do Cinema Brasileiro homenageou a cineasta . Seu legado foi celebrado através do documentário "O Voo Silencioso do Jucurutu" (2007) realizado por Paulo Laguardia. Além disso, o projeto Goiamum Audiovisual dedicou parte de sua programação à cineasta, proporcionando ao público a oportunidade de conhecer sua obra.

## Filmografia

### Filmes
| Ano  | Título                           | Creditado como | Creditado como | Tipo           |
| Ano  | Título                           | Direção        | Roteiro        | Tipo           |
| ---- | -------------------------------- | -------------- | -------------- | -------------- |
| 1982 | Fora de Ordem                    | Sim            | Sim            | Curta-metragem |
| 1983 | Acredito que o Mundo Será Melhor | Sim            | Sim            | Curta-metragem |
| 1985 | Um Caso de Vida ou Morte         | Sim            | Sim            | Curta-metragem |
| 1986 | Um Certo Meio Ambiente           | Sim            | Sim            | Curta-metragem |
| 1993 | A Árvore de Marcação             | Sim            | Sim            | Longa-metragem |